# Tsuyoshi Shinjo
Pour les articles homonymes, voir shinjō.
Tsuyoshi Shinjo (新庄 剛志, Shinjō Tsuyoshi), né le 28 janvier 1972 à Tsushima, Préfecture de Nagasaki, Japon, est un ancien joueur de baseball professionnel.

## Carrière
Tsuyoshi Shinjo a évolué à la position de voltigeur au Japon et aux États-Unis.
Il s'est aligné avec les Hanshin Tigers de 1991 à 2000 de la Ligue centrale du Championnat du Japon de baseball (NPB) avant de passer en Amérique du Nord, où il a fait ses débuts dans les Ligues majeures de baseball le 3 avril 2001 avec les Mets de New York.
Il joue pour les Giants de San Francisco, champions de la Ligue nationale en 2002 et devient le 19 octobre de cette année-là le premier joueur japonais de l'histoire à participer à un match de Série mondiale. Au cours de la Série mondiale 2002 contre Anaheim, il frappe un coup sûr en six présences au bâton et est retiré sur des prises trois fois.
Il retourne chez les Mets en 2003 et y termine son aventure nord-américaine. Il a joué son dernier match dans les ligues majeures le 27 juin 2003.
De 2004 à 2006, il complète sa carrière japonaise en s'alignant avec les Hokkaido Nippon Ham Fighters de la Ligue Pacifique.